# 남재두
남재두(南在斗, 1939년 9월 14일~)는 대한민국의 언론인, 정치인이다. 대전일보 회장을 지냈으며 11·12·14대 국회의원을 역임하였다. 본관은 영양.

## 생애
경북 안동에서 출생했으며 경기고등학교와 연세대학교를 졸업하였다. 현재 정치 일선에서 물러나 사랑의 집짓기 운동 등의 활동을 하고 있다.
13대 국회의원선거에 낙선한 후 1997년 한국관광공사 이사장을 역임하였다. 신한국당 대전시지부 위원장, 한나라당 당무위원, 민주당 대전서을지구당위원장을 지냈다.

## 주요 전력
- 민주정의당 상임위원
- 민주자유당 전임위원
- 신한국당 대전지구당 위원장
- 신한국당 상임고문
- 한나라당 전임고문
- 새천년민주당 대전 서구 을 지구당 위원장
- 새천년민주당 특임고문
- 열린우리당 특임고문

## 역대 선거 결과
|  | 36.55% |

|  | 33.52% |

|  | 34.79% |

|  | 48.87% |

|  | 28.66% |

|  | 25.39% |